# All-Star Game de la NBA 2019
El All-Star Game de la NBA de 2019 fue la sexagésimo octava edición del partido de las estrellas de la NBA. Tuvo lugar el 17 de febrero de 2019 en el Spectrum Center de Charlotte, Carolina del Norte, sede de los Charlotte Hornets. Fue la segunda ocasión que la ciudad de Charlotte acogía el All-Star, tras la edición de 1991, que tuvo lugar en el Charlotte Coliseum, el anterior pabellón del equipo.

## All-Star Game

### Jugadores
Los quintetos iniciales del All-Star Game se anunciaron el 24 de enero de 2019, mientras que los reservas lo fueron el día 31.
- Cursiva indica el líder en votos por conferencia

| Pos              | Jugador               | Equipo             | N.º de selec.    |
| Quinteto inicial | Quinteto inicial      | Quinteto inicial   | Quinteto inicial |
| ---------------- | --------------------- | ------------------ | ---------------- |
| B                | Kemba Walker          | Charlotte Hornets  | 3                |
| B                | Kyrie Irving          | Boston Celtics     | 6                |
| A                | Kawhi Leonard         | Toronto Raptors    | 3                |
| AP               | Giannis Antetokounmpo | Milwaukee Bucks    | 3                |
| P                | Joel Embiid           | Philadelphia 76ers | 2                |
| Reservas         |                       |                    |                  |
| B                | Kyle Lowry            | Toronto Raptors    | 5                |
| E                | Victor Oladipo        | Indiana Pacers     | 2                |
| A                | Khris Middleton       | Milwaukee Bucks    | 1                |
| E                | Bradley Beal          | Washington Wizards | 2                |
| B/A              | Ben Simmons           | Philadelphia 76ers | 1                |
| AP               | Blake Griffin         | Detroit Pistons    | 6                |
| P                | Nikola Vučević        | Orlando Magic      | 1                |
| B                | Dwyane Wade           | Miami Heat         | 13               |
| B                | D'Angelo Russell      | Brooklyn Nets      | 1                |

| Pos              | Jugador            | Equipo                 | N.º de selec.    |
| Quinteto inicial | Quinteto inicial   | Quinteto inicial       | Quinteto inicial |
| ---------------- | ------------------ | ---------------------- | ---------------- |
| B                | Stephen Curry      | Golden State Warriors  | 6                |
| E                | James Harden       | Houston Rockets        | 7                |
| A                | Kevin Durant       | Golden State Warriors  | 10               |
| A                | Paul George        | Oklahoma City Thunder  | 6                |
| A                | LeBron James       | Los Angeles Lakers     | 15               |
| Reservas         |                    |                        |                  |
| B                | Russell Westbrook  | Oklahoma City Thunder  | 8                |
| B                | Damian Lillard     | Portland Trail Blazers | 4                |
| E                | Klay Thompson      | Golden State Warriors  | 5                |
| AP               | Anthony Davis      | New Orleans Pelicans   | 6                |
| AP               | LaMarcus Aldridge  | San Antonio Spurs      | 7                |
| P                | Nikola Jokić       | Denver Nuggets         | 1                |
| P                | Karl-Anthony Towns | Minnesota Timberwolves | 2                |
| A                | Dirk Nowitzki      | Dallas Mavericks       | 14               |

### Equipos definitivos
| Pos                                            | Jugador               | Equipo                |                  |
| Quinteto inicial                               | Quinteto inicial      | Quinteto inicial      | Quinteto inicial |
| ---------------------------------------------- | --------------------- | --------------------- | ---------------- |
| C                                              | Joel Embiid           | Philadelphia 76ers    |                  |
| F                                              | Giannis Antetokounmpo | Milwaukee Bucks       |                  |
| F/G                                            | Paul George           | Oklahoma City Thunder |                  |
| G                                              | Stephen Curry         | Golden State Warriors |                  |
| G                                              | Kemba Walker          | Charlotte Hornets     |                  |
| Reservas                                       |                       |                       |                  |
| G                                              | Khris Middleton       | Milwaukee Bucks       |                  |
| C                                              | Nikola Jokić          | Denver Nuggets        |                  |
| G                                              | Russell Westbrook     | Oklahoma City Thunder |                  |
| F                                              | Blake Griffin         | Detroit Pistons       |                  |
| G                                              | D’Angelo Russell      | Brooklyn Nets         |                  |
| C                                              | Nikola Vučević        | Orlando Magic         |                  |
| G                                              | Kyle Lowry            | Toronto Raptors       |                  |
| F/C                                            | Dirk Nowitzki         | Dallas Mavericks      |                  |
| Entrenador: Mike Budenholzer (Milwaukee Bucks) |                       |                       |                  |

| Pos                                         | Jugador            | Equipo                 |                  |
| Quinteto inicial                            | Quinteto inicial   | Quinteto inicial       | Quinteto inicial |
| ------------------------------------------- | ------------------ | ---------------------- | ---------------- |
| F                                           | Kevin Durant       | Golden State Warriors  |                  |
| F                                           | LeBron James       | Los Angeles Lakers     |                  |
| F/G                                         | Kawhi Leonard      | Toronto Raptors        |                  |
| G                                           | James Harden       | Houston Rockets        |                  |
| G                                           | Kyrie Irving       | Boston Celtics         |                  |
| Reservas                                    |                    |                        |                  |
| F/C                                         | Anthony Davis      | New Orleans Pelicans   |                  |
| G                                           | Klay Thompson      | Golden State Warriors  |                  |
| G                                           | Damian Lillard     | Portland Trail Blazers |                  |
| G                                           | Ben Simmons        | Philadelphia 76ers     |                  |
| F/C                                         | LaMarcus Aldridge  | San Antonio Spurs      |                  |
| C                                           | Karl-Anthony Towns | Minnesota Timberwolves |                  |
| G                                           | Bradley Beal       | Washington Wizards     |                  |
| G                                           | Dwyane Wade        | Miami Heat             |                  |
| Entrenador: Michael Malone (Denver Nuggets) |                    |                        |                  |

### Partido
| 17 de febrero de 2019 | Team LeBron                                               | 178–164                               | Team Giannis                                                        | |  |
| 8:30 p. m. ET         | Parciales: 37–53, 45–42, 50–36, 46–33                     | Parciales: 37–53, 45–42, 50–36, 46–33 | Parciales: 37–53, 45–42, 50–36, 46–33                               | |  |
|                       | Estadísticas Kevin Durant 31 Kyrie Irving 9 Ben Simmons 7 | Reporte Pts Reb Asts                  | Estadísticas Giannis Antetokounmpo 38 Joel Embiid 12 Kemba Walker 8 | Pabellón: Spectrum Center, Charlotte, North Carolina Árbitros: *Curtis Blair - Scott Foster - David Guthrie Televisión: TNT, TBS |  |

## All-Star Weekend

### Celebrity Game
El Celebrity Game, patrocinado por Ruffles, se disputó el viernes 15 de febrero en el Bojangles' Coliseum de Charlotte, un pabellón distinto al principal.
| 15 de febrero de 2019 | Away Team                            | 80–82                                | Home Team                            |                                                                           |  |
| 7:00 pm ET            | Parciales: 22–30, 25–21, 7–21, 26–10 | Parciales: 22–30, 25–21, 7–21, 26–10 | Parciales: 22–30, 25–21, 7–21, 26–10 |                                                                           |  |
|                       | Estadísticas Quavo 27 Quavo, Allen 9 | Pts Reb                              | Estadísticas Famous Los 22 Colter 6  | Pabellón: Bojangles' Coliseum, Charlotte, North Carolina Televisión: ESPN |  |

| Jugador                               | Ocupación                       |
| ------------------------------------- | ------------------------------- |
| Ronnie 2K                             | Director de marketing 2K Sports |
| Ray Allen                             | Exjugador NBA                   |
| AJ Buckley                            | Actor                           |
| Bad Bunny                             | Rapero                          |
| Stefanie Dolson (2)                   | Jugadora WNBA                   |
| Marc Lasry (4)                        | Propietario Milwaukee Bucks     |
| Hasan Minhaj (2)                      | Actor y humorista               |
| Quavo (2)                             | Rapero                          |
| Adam Ray                              | About Last Night                |
| Amanda Seales                         | Actor y humorista               |
| James Shaw Jr.                        | Héroe local                     |
| Brad Williams                         | About Last Night                |
| Entrenadora: Sue Bird (Jugadora WNBA) |                                 |
| Asistente: Monté Morris (Jugador NBA) |                                 |

| Jugador                                                                | Ocupación                               |
| ---------------------------------------------------------------------- | --------------------------------------- |
| Mike Colter                                                            | Actor (Luke Cage)                       |
| Chris Daughtry                                                         | Cantante, Daughtry                      |
| Terrence Jenkins (5)                                                   | Personaje televisivo                    |
| Famous Los                                                             | Humorista                               |
| Dr. Oz (2)                                                             | Personaje televisivo                    |
| Rapsody                                                                | Rapero                                  |
| Bo Rinehart                                                            | Músico, NEEDTOBREATHE                   |
| J.B. Smoove (2)                                                        | Actor/humorista, (Curb Your Enthusiasm) |
| Steve Smith                                                            | Exjugador NFL                           |
| A'ja Wilson                                                            | Jugadora WNBA                           |
| Jay Williams                                                           | Exjugador NBA                           |
| Jason Weismann                                                         | Héroe local                             |
| Entrenador: Dawn Staley (entrenador South Carolina Gamecocks femenino) |                                         |
| Asistente: Lisa Boyer (asistente South Carolina Gamecocks femenino)    |                                         |

### Mountain Dew KickStart Rising Stars Challenge
El Mountain Dew KickStart Rising Stars Challenge es un partido de exhibición en el que participan los mejores jugadores de primer año (Rookies) y segundo año (Sophomores). El partido consta de dos tiempos de 20 minutos, similar al baloncesto universitario.
El formato del partido es el mismo utilizado en años anteriores, enfrentando a los Estados Unidos contra el Resto del Mundo. Los participantes han sido divididos entre los diez mejores jugadores de primer y segundo año de nacionalidad estadounidense, y los diez mejores jugadores de primer y segundo año de nacionalidad extranjera, similar al Nike Hoop Summit que utiliza este formato desde 1995.
| Pos.                                                   | Nacionalidad | Jugador                 | Equipo                 | R/S       |
| ------------------------------------------------------ | ------------ | ----------------------- | ---------------------- | --------- |
| A                                                      | Reino Unido  | OG Anunoby              | Toronto Raptors        | Sophomore |
| P                                                      | Bahamas      | Deandre Ayton           | Phoenix Suns           | Rookie    |
| E                                                      | Serbia       | Bogdan Bogdanović       | Sacramento Kings       | Sophomore |
| E /A                                                   | Eslovenia    | Luka Dončić             | Dallas Mavericks       | Rookie    |
| B                                                      | Canadá       | Shai Gilgeous-Alexander | Los Angeles Clippers   | Rookie    |
| A                                                      | Letonia      | Rodions Kurucs          | Brooklyn Nets          | Rookie    |
| AP                                                     | Finlandia    | Lauri Markkanen         | Chicago Bulls          | Sophomore |
| E                                                      | Nigeria      | Josh Okogie             | Minnesota Timberwolves | Rookie    |
| E /A                                                   | Turquía      | Cedi Osman              | Cleveland Cavaliers    | Sophomore |
| B                                                      | Australia    | Ben Simmons             | Philadelphia 76ers     | Sophomore |
| Entrenador: Wes Unseld Jr. (Denver Nuggets)            |              |                         |                        |           |
| Entrenador asistente: Dirk Nowitzki (Dallas Mavericks) |              |                         |                        |           |

| Pos.                                                | Jugador           | Equipo             | R/S       |
| --------------------------------------------------- | ----------------- | ------------------ | --------- |
| P                                                   | Jarrett Allen     | Brooklyn Nets      | Sophomore |
| A                                                   | Marvin Bagley III | Sacramento Kings   | Rookie    |
| B                                                   | Lonzo Ball        | Los Angeles Lakers | Sophomore |
| A                                                   | John Collins      | Atlanta Hawks      | Sophomore |
| B                                                   | De'Aaron Fox      | Sacramento Kings   | Sophomore |
| AP                                                  | Jaren Jackson Jr. | Memphis Grizzlies  | Rookie    |
| A                                                   | Kevin Knox        | New York Knicks    | Rookie    |
| A                                                   | Kyle Kuzma        | Los Angeles Lakers | Sophomore |
| E                                                   | Donovan Mitchell  | Utah Jazz          | Sophomore |
| A                                                   | Jayson Tatum      | Boston Celtics     | Sophomore |
| B                                                   | Trae Young        | Atlanta Hawks      | Rookie    |
| Entrenador: Darvin Ham (Milwaukee Bucks)            |                   |                    |           |
| Entrenador asistente: Kyrie Irving (Boston Celtics) |                   |                    |           |

| 15 de febrero | Team World                                                | 144–161                            | Team USA                                                  | |  |
| 9:00 p. m. ET | Marcador por tiempos: 71–83, 73–78                        | Marcador por tiempos: 71–83, 73–78 | Marcador por tiempos: 71–83, 73–78                        | |  |
|               | Estadísticas Ben Simmons 28 Deandre Ayton 8 Luka Dončić 9 | Reporte Pts Reb Asts               | Estadísticas Kyle Kuzma 35 Jayson Tatum 9 De'Aaron Fox 16 | Pabellón: Spectrum Center, Charlotte, North Carolina Árbitros: * #27 Mitchell Ervin - #50 Gediminas Petraitis - #51 Aaron Smith Televisión: TNT |  |

### Skills Challenge
| Pos. | Jugador         | Equipo             | Altura | Peso |
| ---- | --------------- | ------------------ | ------ | ---- |
| B    | Mike Conley Jr. | Memphis Grizzlies  | 6–1    | 175  |
| E    | Luka Dončić     | Dallas Mavericks   | 6–7    | 218  |
| B    | De'Aaron Fox    | Sacramento Kings   | 6–3    | 175  |
| P    | Nikola Jokić    | Denver Nuggets     | 7–0    | 250  |
| A    | Kyle Kuzma      | Los Angeles Lakers | 6–9    | 220  |
| A    | Jayson Tatum    | Boston Celtics     | 6–8    | 208  |
| P    | Nikola Vučević  | Orlando Magic      | 7–0    | 260  |
| B    | Trae Young      | Atlanta Hawks      | 6–2    | 180  |

### Three Point Contest
| Pos. | Jugador         | Equipo                 | Altura | Peso | 1ª ronda | Ronda final |
| ---- | --------------- | ---------------------- | ------ | ---- | -------- | ----------- |
| E    | Joe Harris      | Brooklyn Nets          | 6–6    | 218  | 25       | 26          |
| B    | Stephen Curry   | Golden State Warriors  | 6–3    | 190  | 27       | 24          |
| B    | Buddy Hield     | Sacramento Kings       | 6–4    | 214  | 26       | 19          |
| E    | Danny Green     | Toronto Raptors        | 6–6    | 215  | 23       | DNQ         |
| B    | Devin Booker    | Phoenix Suns           | 6–6    | 210  | 23       | DNQ         |
| B    | Damian Lillard  | Portland Trail Blazers | 6–3    | 195  | 17       | DNQ         |
| AP   | Dirk Nowitzki   | Dallas Mavericks       | 7–0    | 245  | 17       | DNQ         |
| B    | Seth Curry      | Portland Trail Blazers | 6–2    | 185  | 16       | DNQ         |
| B    | Kemba Walker    | Charlotte Hornets      | 6–1    | 184  | 15       | DNQ         |
| E    | Khris Middleton | Milwaukee Bucks        | 6–8    | 222  | 11       | DNQ         |

### Slam Dunk Contest
| Pos. | Jugador          | Equipo                | Altura | Peso | 1ª ronda   | Ronda final |
| ---- | ---------------- | --------------------- | ------ | ---- | ---------- | ----------- |
| B    | Hamidou Diallo   | Oklahoma City Thunder | 6–5    | 198  | 98 (48+50) | 88 (43+45)  |
| B    | Dennis Smith Jr. | New York Knicks       | 6–3    | 195  | 95 (45+50) | 85 (35+50)  |
| A    | Miles Bridges    | Charlotte Hornets     | 6–7    | 225  | 83 (33+50) | DNQ         |
| AP   | John Collins     | Atlanta Hawks         | 6–10   | 234  | 82 (40+42) | DNQ         |

## BAL
Durante el fin de semana, en una rueda de prensa, el comisionado de la NBA Adam Silver, explicó los planes de creación de una nueva liga en África, llamada Basketball Africa League (BAL). Afirmó que la liga contaría con 12 equipos, tras disputare los torneos de clasificación a finales de 2019. Los países que tendrían la posibilidad de tener un equipo en esta liga serían: Angola, Egipto, Kenia, Marruecos, Nigeria, Ruanda, Senegal, Sudáfrica y Túnez. Así mismo, Silver también insinuó la participación del expresidente Barack Obama en un papel no especificado. Esta sería la primera ocasión en que la NBA, promueve una liga conjunta con la FIBA, en otro continente.